# Bursina
Bursina là một chi ốc biển, là động vật thân mềm chân bụng sống ở biển trong họ Bursidae.

## Các loài
Các loài trong chi Bursina gồm có:
- Bursina borisbeckeri (Parth, 1996)[2]
- Bursina fernandezi (Beu, 1977)[3]
- Bursina fijiensis (Watson, 1881)[4]
- Bursina gnorima (Melvilll, 1918)[5]
- Bursina ignobilis (Beu, 1987)[6]
- Bursina nobilis (Reeve, 1844)[7]